# Jard-sur-Mer
Jard-sur-Mer é uma comuna francesa na região administrativa da Pays de la Loire, no departamento de Vendéia. Estende-se por uma área de 16,57 km². Em 2010 a comuna tinha 2 695 habitantes (densidade: 162,6 hab./km²).